# Rosa Valetti
Rosa Valetti (eg. Rosa Vallentin), född 17 mars 1878 i Berlin, död 10 december 1937 i Wien, tysk skådespelare och teaterregissör. Hon var dotter till industrimannen Felix Vallentin.
Rosa Valetti medverkade i urpremiären av Tolvskillingsoperan i Berlin 1928 i rollen som Fru Peachum.

## Filmografi i urval
- 1923 – Karusellen (Das Karussell)
- 1926 – Tartuffe (Tartüff)
- 1929 – Asfalt (Asphalt)
- 1930 – Blå ängeln (Der blaue Engel)
- 1931 – M (M)

## Fotnoter
1. 1 2  filmportal.de, Filmportal-ID: 2d4d5150e7e7446382ea1f89b93c4e12, läst: 9 oktober 2017.[källa från Wikidata]
2. ↑  Internet Movie Database, läst: 25 juni 2019.[källa från Wikidata]
3. ↑  Gemeinsame Normdatei, läst: 10 december 2014.[källa från Wikidata]
4. ↑  Gemeinsame Normdatei, läst: 30 december 2014.[källa från Wikidata]